# M. G. Ramachandran
 (juin 2014).
Si vous disposez d'ouvrages ou d'articles de référence ou si vous connaissez des sites web de qualité traitant du thème abordé ici, merci de compléter l'article en donnant les références utiles à sa vérifiabilité et en les liant à la section « Notes et références ».
Marudhur Gopalan Ramachandran (en malayalam : മരത്തൂർ ഗോപാല രാമചന്ദ്രൻ ; en tamoul : மருதூர் கோபாலன் இராமச்சந்திரன்), plus connu sous le nom de M. G. R. (en tamoul : எம்.ஜி.ஆர்.), né le 17 janvier 1917 à Nawalapitiya (Ceylan britannique) et mort le 24 décembre 1987 à Madras (Tamil Nadu, Inde), est un acteur, homme politique, producteur et réalisateur indien, originaire de l'État du Kerala.
Il était comédien de théâtre (dès son enfance), directeur de troupe de théâtre, acteur, réalisateur, producteur (sous la bannière de la Emgeeyar Pictures Limited) du 7e art tamoul, propriétaire de la MGR Schools (pour les enfants de techniciens de cinéma), à Kumbakonam, en 1953, de la Sathiya Studios, du syndicat des acteurs (sous quatre mandats, de 1952 à 1961), fondateur et directeur de presse tamoul (le Thaïy et le Anna), philanthrope (participation à l’effort de guerre, durant la guerre sino-indienne de 1962), humaniste, progressiste, féministe (avant l'ère et avant l'heure) et homme d'État tamoul, (fondateur du parti régionaliste Anna Dhravidhar Mounaithrum Kazhagum (Anna D.M.K.) en octobre 1972, qui devient le All India Anna Dhravidhar Mounaithrum Kazhagum (A.I.Anna D.M.K.), en mai 1976.
Il fut durant une décennie (1977-1987) le ministre en chef de l'État du Pays Tamoul (Tamil Nadu).

## Biographie
M. G. Ramachandran est né le 17 janvier 1917 à Nawalapitiya, près de Kandy, une ville de plantation dans le Massif central de l'île de Ceylan. Son père est Mainaigeth Gopala Menon, magistrat de profession et sa mère est Marudhur Sathiyabhama (décédée en 1952), de son vrai nom Kandjiyamma. Tout deux sont originaires de l'actuel État du Kérala, au sud-ouest de l'Inde, Gopala Menon étant natif de Vadavannur. Il perd son père, un frère et une sœur, alors qu’il n’est encore qu’un enfant. Il lui reste deux frères, M.G. Balakrishnan et M.G. Chakrapani et deux sœurs, M.G. Kamalatchi et M.G. Sumitra. À la suite de leur disparition, la condition sociale de la famille change du tout au tout. Sa mère et le reste de la famille quittent alors Kandy pour Kumbakonam en Inde, où vit leur oncle maternel, qui travaille au sein d’une compagnie théâtrale, la Madurai Original Boys Company,.
La situation ne s’améliore guère et le pousse avec son grand frère, M. G. Chakrapani, à abandonner les bancs de l’école de la Ânaiyadhi School et à intégrer la Madurai Original Boys Company. Celle-ci assure l’éducation, l’emploi rémunéré et le couvert.
Son tout premier rôle, sur les planches, est Uthran, un personnage issu de l'une des grandes épopées de la mythologie indienne, le Mahâbhâradam. Son cachet mensuel, à cette époque, est de seulement cinq roupies.
Son frère, M. G. Chakrapani, (de son vrai nom Neelakandhan) dit Yétthan (l’aîné, en langue malayalame), Périyavar (l’aîné, en langue tamoule) devient comédien de théâtre, directeur de troupe de théâtre, acteur, réalisateur et producteur tamoul (La Sathiyaraja Pictures), il est né le 5 janvier 1911 (ou 13 janvier 1911) à Vadavannur et décédé le 17 août 1986, à Chennai, (Pays Tamoul) à l'âge de 75 ans.

### Cinéma

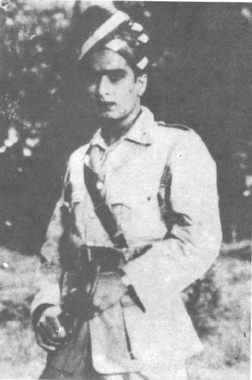
Sadi Leelavadi, 1re apparition de MGR au cinéma

Il joue au total dans 42 longs-métrages en couleur de 1956 à 1991 et 96 films en noir et blanc entre 1936 et 1972.
Avec l'avènement du parlant, MGR effectue sa première incursion cinématographique en 1936 dans le film Sadi Leelavadi d’Ellis R. Dungan,, noir et blanc, qui sort le 28 mars 1936. MGR y joue le rôle d’un policier.
En 1941, Saya de Nandlal Jaswanthlal, M. G. Ramachandran, dans ce qui devait être son tout premier personnage principal au cinéma, est débarqué en plein tournage pour incompatibilité d’humeur avec les responsables de la production. Pourtant le réalisateur hindi, Nandlal Jaswanthlal plaidera en sa faveur, mais sans résultat.
Il joue en 1947 dans Raja Kumari d’A.S.A. Samy. Onze ans après son premier film et une dizaine de seconds rôles plus tard, M. G. Ramachandran accède à la plus haute marche, à la première place du générique d’une autre production de la Jupiter Pictures. Il explose et se révèle finalement au grand public tamoul.
En 1956, Alibabavum 40 Thirudhargalum de T.R. Sundharam inaugure la couleur sur grand écran au Pays Tamoul, avec la Geva colour.
Il joue en 1958 dans Nadhondhi Mannan de M.G. Ramachandran. À la suite du décès brutal de K. Ramnoth, en 1956, MGR décide, contre toute attente, de diriger et de produire, lui-même, pour la première fois de sa carrière cinématographique, viaEmgeeyar Pictures, cette synthèse de trois films américains, If i were king (1938) de Frank Lloyd, Viva Zapata ! (1952) d’Elia Kazan et The Prisoner of Zenda (1952) de Richard Thorpe.'
MGR réalise des prouesses techniques à cette occasion, au service de ce qui deviendra la vraie prise de conscience du peuple tamoul, amorcée dès 1954, avec un autre film de MGR, Malaikalan, pour la cause patriotique et politique d'Anna Doré, fondateur et à la tête d’un jeune parti régionaliste baptisé le Dhravidhar Mounaithrum Kazhagum, dont MGR est devenu un membre à part entière, quelques années auparavant.
En 1969, il joue dans Adhimai Penn de K. Shankar. Dans cette 5e collaboration avec le réalisateur K. Shankar, MGR incorpore tous les éléments venus principalement d’Hollywood et de la Cinecittà. M. G. Ramachandran, en réaction à une confrontation avec son interprète officiel, le ténor T.M. Soundher Radjan, introduit sur ce film, un jeune chanteur nommé S.P. Balasubramanium.
Il dirige en 1973 Ulagum Sutrum Valiban. Ce film est le coup d’envoi, en quelque sorte, de la course à l’investiture au poste de ministre en chef du Pays Tamoul, pour MGR, sous ses propres couleurs politiques.
En 1974, il joue dans Ourimai Koural de C.V.Sridher. Parce que le réalisateur Sridher était au creux de la vague, après avoir connu un désastre financier au box-office l’année précédente, MGR accepte de jouer à titre gracieux, dans ce qui deviendra le deuxième plus gros carton de sa carrière. C’était également l’occasion pour les deux hommes de se retrouver après leur rendez-vous raté d’Andhru Sindiye Ratham en 1963 et juste avant son accession au pouvoir, en 1977. MGR préparait deux autres films avec Sridher, Anna Nee Yen Deivam et Naan Oru Tozhilali. Ils ne purent mener à bien leur entreprise.
Il réalise son dernier film en 1978 , Madurai Mitha Sundharapandhiyan, un film de capes et d’épées de grande envergure, le genre où il s’illustra naguère, MGR repasse derrière la caméra, épaulé par ses vieux amis, les metteurs en scène Pa. Neelakandhan et K. Shankar, comme à l’époque de Ulagum Sutrum Valiban.

#### Films posthumes
En 1990, à partir de quatre séquences d’un film inachevé intitulé Anna Nee yen Deivam de C.V. Sridher, celui qu’on surnommait le « Varissu » (l’héritier), K. Bhackiya Radj réussit à broder un scénario plausible, tout en reprenant les codes cinématographiques de MGR et en n’omettant pas d’apporter sa touche personnelle. On peut ainsi retrouver l'acteur dans Avasara Police 100.
En 1991, Nalade Nadhu Keithkum de M. Karnan reprend le même procédé que Avasara Police 100.

### Vie privée
Il a eu plusieurs épouses : 
- Bargavi (plus connue sous le prénom de Thangamani)[9], épousée en 1938, décédée des suites de troubles psychiatriques, en 1942.
- Sadanandavadi (Ammu Kuthi)[10], épousée en 1942, décédée des suites de la tuberculose, en 1962.
- V. N. Janaki (Vaïkom Narayani Janaki), née le 30 novembre 1923 dans la ville de Vaïkom (Kérala) et décédée le 19 mai 1996, à Chennai (Tamil Nadu), à l'âge de 72 ans, d'un arrêt cardiaque, actrice, femme politique tamoul (Ministre en chef du Pays Tamoul, du 7 au 30 janvier 1988).

## Hommages cinématographiques
- Kalateille Vendhraveine (1989) de Mogan Gandhiran. Assistant du réalisateur Pa. Neelakandhan, Mogan Gandhiran réalise à partir des extraits de films de MGR, un bel hommage au Puraitchy Thalaivar. Il retrace le parcours de cet homme d’exception, de sa naissance à sa mort.
- Namadu Deïvam (1990) de Kasi Arasu. Presque le même exercice que Kalateille Vendhraveine (1989), un film-hommage, où la maîtresse de cérémonie n'est autre que Âtchy Manorama. Elle fait découvrir à un groupe d'enfants MGR.
- Iruvar (1997) de Mani Ratnam. Le metteur en scène Mani Ratnam marche sur de la braise quand il prend le risque d’évoquer les grandes figures du cinéma et de la politique des cinquante dernières années du Pays Tamoul. Le sujet était ardent, miné et ne pouvait susciter que passion, les cicatrices n’étaient pas encore vraiment refermées, la douleur de sa disparition était toujours vivace et certains personnages étaient toujours vivants.
- Puraitchy Thalaivan (2009) de S. Venky Baboo. Inédit[11],[12],[13],[14]. Ce film d’animation en 3D devait être une première en Inde. C’est un couple tamoul, les directeurs S. Venky Baboo et son épouse S. Sridevi Rav, spécialisés dans le genre, à la tête de leur maison de production (La Mayabimbham Media Private Limited) qui se sont attelés sur ce projet, de « ressusciter » le Makkal Thilagum, de lui redonner vie sous forme de dessin animé. C’est le MGR d’Ayarthil Oruvan qu’ils présentent dans une bande-annonce d’une minute et cinquante-trois secondes, postée le 16 janvier 2009, la veille du 92e anniversaire de la naissance du Puraitchy Thalaivar. Les patrons de la Mayabimbham Media mettent ainsi en appétit des millions de fans.
- Idayatil Oruvan (2010) de Namakkal MGR[15]. Régulièrement, Namakkal MGR, grand admirateur de MGR, postait sur les réseaux sociaux ses reprises musicales du Puraitchy Thalaivar sous forme de scopitone. Avec Idayatil Oruvan, il passe à la vitesse supérieure, en réalisant lui-même un long-métrage à la gloire de son idole.
- Valiban Strum Ulagum (2012) de A.R. Lalidasamy. MGR-Siva, le héros du film, s’est fait connaitre des téléspectateurs tamouls à l’occasion des programmes de commémoration de MGR. Il venait, en renfort de l’orchestre, reproduire sur scène la gestuelle de MGR, si spécifique et reconnaissable. De là, à passer sur le grand format, ce n’était qu’une question de temps.
- Chakaravarti Thirumagan (2012) de G. Puruchottaman[16]. Cet autre avatar de MGR, Lion P.Chakaravarti est auteur, scénariste, acteur principal et producteur de Chakaravarti Thirumagan.

## Engagement et Itinéraire politique de MGR

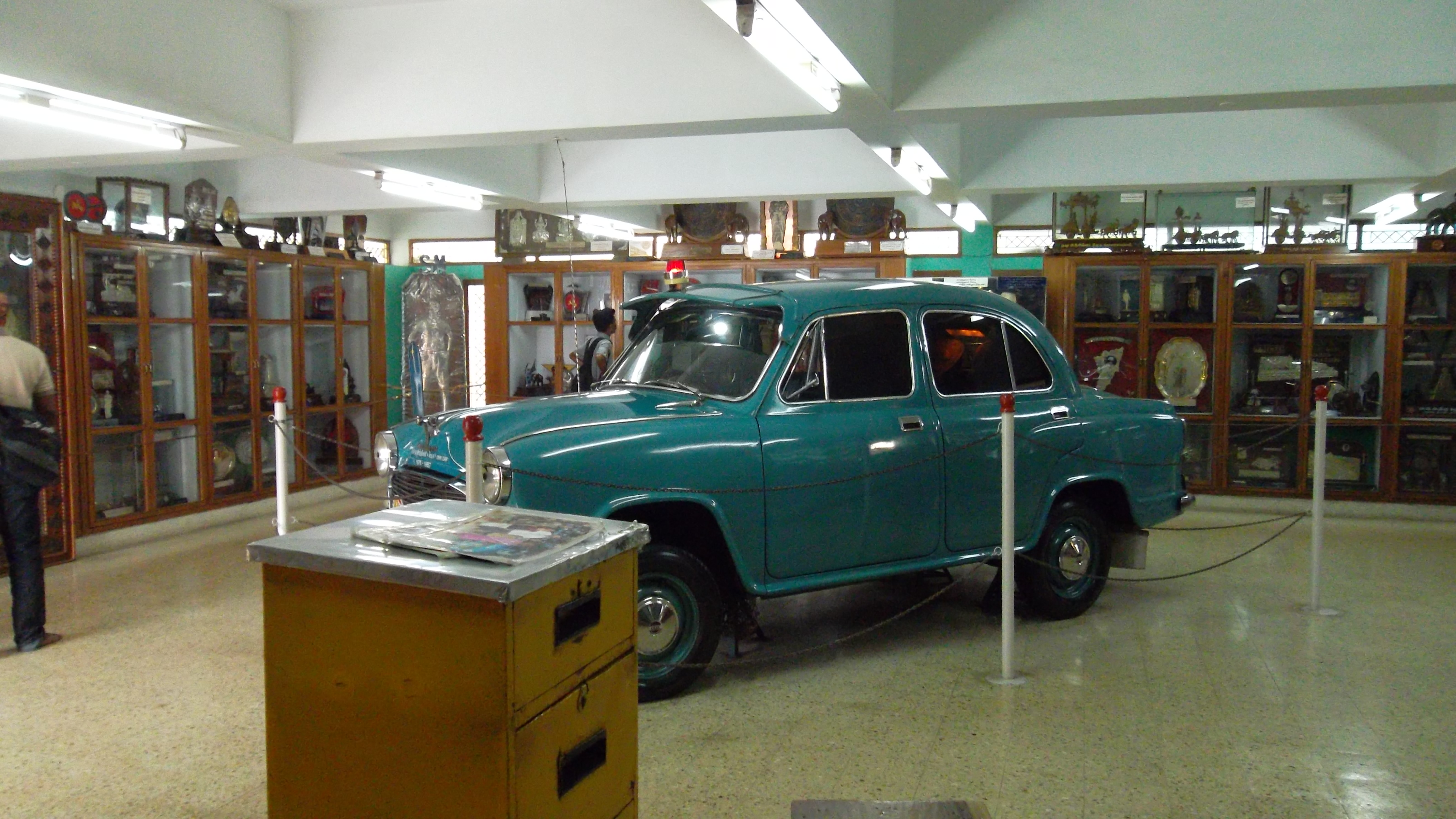
La voiture de MGR, la Hindustan Ambassador Mark-III verte, immatriculée TMX4777

Dès son adolescence, dans les années 1930, MGR s’éveille et manifeste un intérêt soutenu à la politique, de par le milieu théâtral tamoul très engagé et par le combat mené par le Mahatma Gandhi pour son pays. MGR ira jusqu’à adopter les codes vestimentaires du Père de la nation indienne comme preuve de son attachement.
Mais à l’orée des années 1950, il comprend que la politique prônait par le Pandit Nehru, le Congrès, ne fait pas grand cas des états du Sud, dits dravidiens.
MGR est séduit alors par le charismatique C.N.Anna Doré dit Arignair, chef du Dhravidhar Mounaithrum Kazhagum (D.M.K.) qui incarne l’alternative, correspondant ainsi aux attentes et aux valeurs politiques de la vedette de cinéma très engagée qu’est le Makkal Thilagum.
En 1952, il rencontre officiellement l’Arignair. Il rejoint l'année suivante les rangs de son mouvement et gagne le titre de Puraitchy Nadhigar, le 5 avril.
Il est élu membre en 1962 de l’état du conseil législatif (M.L.A.) dans la circonscription de Saint-Thomas Mount.
En 1967, il est député dans la circonscription de Parangimalai. Il prend ses fonctions de responsable du département de la « petite épargne ».
Il est nommé en 1969 trésorier du D.M.K. par Mu.Karunanidi, ministre en chef par intérim (à la suite du décès de l’Arignair, le 3 février).
En 1972, lors de son éviction du DMK, son volontaire Anakaputhur Ramalingam a lancé un nouveau parti appelé Anna Dhravidhar Mounaithrum Kazhagum (Anna D.M.K.). Il a rejoint ce parti et en est devenu le chef et le secrétaire général. En 1976, il en modifie le nom : le All India Anna Dhravidhar Mounaithrum Kazhagum (A.I.Anna D.M.K.), le 16 mai.
Il est élu ministre en chef du Pays Tamoul, le 31 mai 1977 et prête serment le 30 juin. Il est reconduit pour un second mandat, au même poste, le 9 juin 1980. Il gagne pour la troisième fois, loin de Madras, en convalescence, depuis les États-Unis, le 10 février 1985.
Il meurt en plein exercice, dans la nuit du 24 décembre 1987.

### Emblèmes du parti

#### Drapeau
Il se constitue de deux bandes horizontales, le haut étant noir, tandis que celui du bas, rouge, le tout surmonté au milieu, d’un « Anna Doré » immaculé, cadré en plan poitrine, de profil, avec le bras droit légèrement fléchi et pointant de l’index (crée en octobre 1972, par l'acteur tamoul Pandu)[réf. nécessaire],

#### Symbole

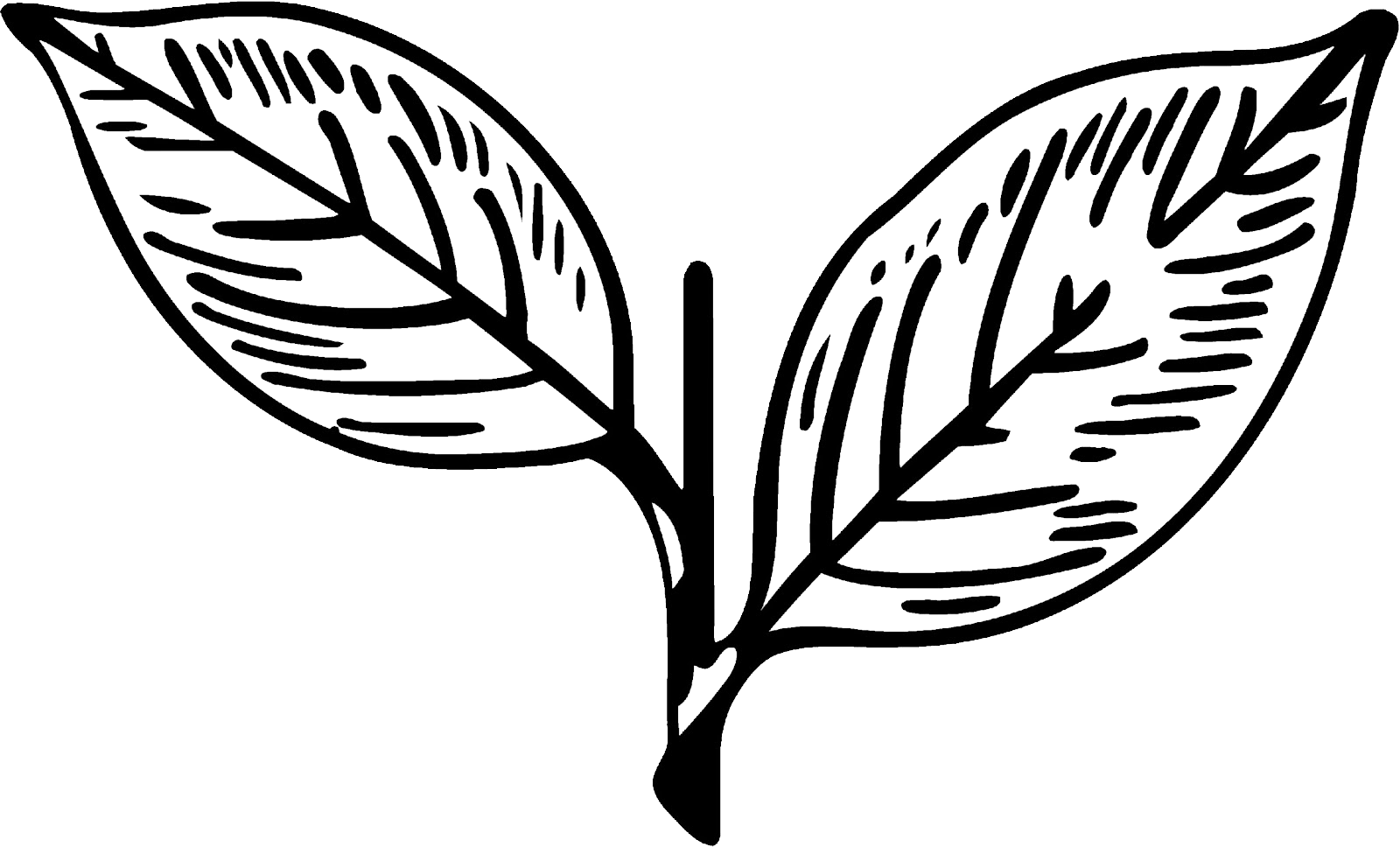
La Double Feuille, symbole du Anna D.M.K.

Il représente une double feuille verte (créé le 30 avril 1973).

#### Devise
« Kadhameille, Kanillome, Kathepadhe » = « Devoir, Décence (Dignité), Discipline ».

### Réformes majeures de l’All India Anna Dhravidhar Mounaithrum Kazhagumsous MGR
(juin 2021).
- Lancement de la cinquième conférence mondiale en faveur du rayonnement de la langue tamoule et de sa culture, depuis la ville de Madurai (1981).
- Mise en place et l’exécution d’un plan permettant d’enrayer la sécheresse, baptisé : La Krishna Water Project.
- Intervention dans la justice sociale et son développement, spécialement dans le domaine de la vie scolaire.
- Réactivation, en 1982, d’un dispositif créé par le ministre en chef du Pays Tamoul, K. Kamaraj, en faveur des enfants scolarisés, afin qu’ils puissent manger gratuitement le midi dans les écoles (la Mid-day Meal Scheme)[19],[20],[21].
- Accès gratuit dans le primaire et la secondaire aux enfants de techniciens du cinéma.
- Création et l’inauguration d’une université dans la ville de Thanjavur, en 1981, la Tamil University.
- Création et inauguration d’une université, pour femme, dans la ville de Kodaikanal, en 1984, la Mother Theresa Women’s University[22].
- Rénovation (sous un vaste programme) des monuments historiques du patrimoine tamoul.
- Instauration d’un revenu minimum.
- Création de moyen de transport réservé exclusivement aux femmes.
- Création du service 108 (numéro d'urgence d'aide médicale)[23].
- Prohibition de l’alcool dans l’ensemble de l’état du Pays Tamoul.

## Récompenses et distinctions
- Padma Shri, par le gouvernement indien, en 1960. MGR refuse de se le voir décerner au motif que la décoration est en langue hindie)
- Bharath, par l’état du Pays Tamoul, en 1971[24]
- Diplôme honorifique de doctorat, par l’Université de Mount Senario College, État du Wisconsin, États-Unis, en 1974
- Docteur Honoris causa, par le gouverneur Sri S.L.Khourana de l’Université de Madras, le 20 septembre 1983[25]
- Bharath Rathna, à titre posthume, par le gouvernement indien à Madame V.N.Janaki Ramachandran, son épouse, le 19 janvier 1988)[26],[27]
- Le réseau postal indien édite en tirage limité un timbre à son effigie, (1 400 exemplaires, d’une valeur de 60 paisâ, chacun), à l’occasion du 73e anniversaire de sa naissance, le 17 janvier 1990[28].

### Récompenses cinématographiques
- Malai Kalan (1954) de Sri Ramoulou Naïdhu (noir et blanc). Janadibadi Virundhu Parisu par India Aracin Véli Padakam (par le gouvernement indien).
- Alibabavum 40 Thirudhargalum (1956) de T.R. Sundharam (couleur). Siréde Padham (meilleur film par Cinéma Rasigar Sangue Parisu)
- Nadhodhi Mannan (1958) de M.G. Ramachandran (noir et blanc) / (couleur). Siréde Ignékounar (meilleur réalisateur par Cinéma Kadhir Parisu)
- Yenga Veethu Pilai (1965) de Tapi Sanakiya (couleur). Siréde Padham (meilleur film par Cinéma Rasigar Sangue Parisu), Siréde Nadhigar (meilleur acteur par FilmFare Parisu Virundhu)
- Kavalkaran (1967) de Pa. Neelakandhan (noir et blanc). Siréde Padham (meilleur film par Tamizh Aracin Parisu)
- Kudhir Inda Kovil (1968) de K. Shankar (couleur). Siréde Nadhigar (meilleur acteur par Tamizh Aracin Parisu)
- Adhimai Penn (1969) de K. Shankar (couleur). Siréde Padham (meilleur film par Tamizh Aracin Parisu) et Siréde Tamizh Padham (meilleur film tamoul par Film Fare Parisu Virundhu)
- Naam Nadu (1969) de Djambhu (couleur). Siréde Padham (meilleur film par Cinéma Rasigar Sangue Parisu)
- Yengal Thangam (1970) de Krishnan-Pandju (couleur). Siréde Iredhevade Padirègale (deuxième meilleur bande-son par Tamizh Aracin Parisu)
- Rickshawkaran (1971) de M. Krishnan Naïr (couleur). Bharath Virundhu Parisu pour India Viléyé Siréde Nadhigarague MGR (meilleur acteur de l’Inde de l’année 1971 par India Aracin) (par le gouvernement indien)
- Ulagum Sutrum Valiban (1973) de M.G. Ramachandran (couleur). Siréde (meilleur film), Siréde Ignékounar (meilleur réalisateur), Siréde Dayaripu Nirvaname (meilleur producteur par FilmFare Parisu Virundhu)
- Madurai Mitha Sundharapandhiyan (1978) de M.G. Ramachandran (couleur). Siréde Padham (meilleur film par Tamizh Aracin Parisu)

## Filmographie

### Acteur

#### Cinéma
- 1936 : Abhimanyu
- 1936 : Iru Sahodarargal
- 1936 : Sati Leelavati : Rangaiah Naidu
- 1938 : Dakshayagnam
- 1938 : Veer Jagdish
- 1939 : Maya Machhindra
- 1939 : Prahlada : Lord Indra
- 1941 : Ashok Kumar : Mahendran
- 1941 : Vedavathi
- 1942 : Thamizhariyum Perumal
- 1942 : Thasippen
- 1943 : Harishchandra
- 1944 : Salivahanan
- 1945 : Meera
- 1946 : Shri Murugan
- 1947 : Paithiakaran
- 1947 : Raja Kumari
- 1948 : Abhimanyu
- 1948 :  Mohini : Vijayakumar
- 1948 : Raja Mukthi
- 1949 : Ratna Kumar
- 1950 : Manthiri Kumari : Veeramohan
- 1950 : Maruthanattu Ilavrasi
- 1951 : Marmayogi : Karikalan
- 1951 : Sarvadhikari
- 1952 : Andaman Kaithi : Nataraj
- 1952 : En Thangai
- 1952 : Kumari
- 1953 : Genova
- 1953 : Naam
- 1953 : Panakkari
- 1954 : Kundukkili
- 1954 : Malaikallan : Kumaraveeran / Abdul Rahim
- 1955 : Alibabhavum Narpathu Thirudargalum : Alibaba
- 1956 : Gul-E-Bakavali
- 1956 : Gul-E-Begum Badshah
- 1956 : Madurai Veeran : Madurai Veeran
- 1956 : Thaikku Pinn Tharam
- 1957 : Chakravarthi Thirumagal : Prince Udayan Suriyan
- 1957 : Mahadevi
- 1957 : Pudumaipithan
- 1957 : Rajarajan
- 1958 : Nadodi Mannan : King Marthandan / Veerangam
- 1959 : Thaai Magalukku Kattiya Thali
- 1960 : Baghdad Thirudan
- 1960 : Baghdad
- 1960 : Mannathi Mannan : Manivannan
- 1960 : Raja Desingu
- 1961 : Arasilankumari : Arivazhgan
- 1961 : Nallavan Vazhvan
- 1961 : Shabash Mappillai
- 1961 : Thaai Sollai Thattathey
- 1961 : Thirudathe
- 1962 : Hamen Bhi Jeene Do
- 1962 : Kudumba Thalaivan
- 1962 : Madappura
- 1962 : Meri Bahen
- 1962 : Pasam
- 1962 : Rani Samyuktha : Prithviraj
- 1962 : Thayai Katha Thanayan
- 1962 : Vikramadithan
- 1963 : Ananda Jyoti
- 1963 : Dharmam Thalai Kakum
- 1963 : Kalai Arasi
- 1963 : Kanchi Thalaivan : Narasimha Pallavan Kanchi Thalaivan
- 1963 : Koduthu Vaithaval
- 1963 : Needhikkupin Pasam
- 1963 : Panathottam
- 1963 : Parisu
- 1963 : Periya Idathu Penn : Murugappan
- 1963 : Raj Mahal
- 1964 : Deiva Thai
- 1964 : En Kadamai
- 1964 : Padakottai
- 1964 : Panakara Kudumbam
- 1964 : Thayin Madiyil
- 1964 : Thozhilali
- 1964 : Vettaikaran
- 1965 : Aasai Mugam
- 1965 : Ayirathil Oruvan : Manimaran
- 1965 : Enga Veetu Pillai
- 1965 : Kalankari Vilakkam
- 1965 : Kannithai
- 1965 : Nartaki Chitra
- 1965 : Panam Padaithavan : Raja
- 1965 : Thazampoo
- 1966 : Anbe Vaa
- 1966 : Chandrodhayam
- 1966 : Muharassi
- 1966 : Naan Anaittal
- 1966 : Nadodi
- 1966 : Parakkum Pavai
- 1966 : Petral Than Pillayya
- 1966 : Thali Bhagyam
- 1966 : Thanipiravi
- 1967 : Arasa Kattalai
- 1967 : Kavalkaran
- 1967 : Thaikku Thalaimagan : Maradhur
- 1967 : Vivasaayee
- 1968 : Kadhal Vaganam
- 1968 : Kanavan : Valaiyan
- 1968 : Kannan En Kadhalan
- 1968 : Kudiyiruntha Koyil
- 1968 : Oli Vilakku
- 1968 : Pudhiya Bhoomi : Dr. Katheeravan
- 1968 : Rahasya Police 115
- 1968 : Ther Thiruvizha
- 1969 : Adimai Penn : Vengaiyyan
- 1969 : Mattukkara Velan : Velan / Raghu
- 1969 : Nam Naadu
- 1970 : En Annan
- 1970 : Engal Thangam : Thangam
- 1970 : Koi Ghulam Nahin
- 1970 : Thalaivan
- 1970 : Thedi Vanda Mappillai
- 1971 : Kumari Kottam
- 1971 : Neerum Neruppum
- 1971 : Oru Thai Makkal
- 1971 : Rickshawkaran
- 1972 : Annamitta Kai
- 1972 : Idaya Veenai
- 1972 : Naan En Pirandein
- 1972 : Nalla Neram
- 1972 : Raman Thediya Seethai : Raman
- 1972 : Sangey Muzhangu
- 1973 : Pattikatu Ponnaiah
- 1973 : Ulagam Sutrum Valiban : Murugan & Raju
- 1974 : Netru Indru Nalai
- 1974 : Sirithu Vazha Vendum
- 1974 : Urimai Kural
- 1975 : Idhayakkani : Mohan
- 1975 : Nalai Namadhe
- 1975 : Ninaithathai Mudippavan
- 1975 : Pallandhu Vazhga
- 1975 : Rangeen Duniya
- 1976 : Love in Kashmir
- 1976 : Needhikku Thalai Vanangu
- 1976 : Oorukku Uzhaippavan
- 1976 : Uzhaikum Karangal
- 1977 : Indru Pol Endrum Vazhga
- 1977 : Meenava Nanban
- 1977 : Navarathnam
- 1978 : Maduraiyai Meeta Sundara Pandian : Sundara Pandian

### Réalisateur

#### Cinéma
- 1958 : Nadodi Mannan
- 1962 : Hamen Bhi Jeene Do
- 1973 : Ulagam Sutrum Valiban
- 1978 : Maduraiyai Meeta Sundara Pandian